# Tampo
Tampo is in de Filipijnse cultuur een reeks van gedragingen waarbij een persoon zijn of haar genegenheid terugtrekt van de persoon die zijn of haar gevoelens kwetste.
Kenmerkend is de niet-verbale aard van tampo.
Een correcte of volledige vertaling in het Nederlands bestaat niet, maar "mokken" benadert deze toestand het beste.

## Manifestaties van tampo
- Afkeer van tekenen van affectie
- Stilzwijgen jegens de persoon of zelfs mensen in het algemeen
- Abnormale stilte
- Zichzelf opsluiten in een kamer
- Niet deelnemen aan groepsactiviteiten met vrienden
- Zichzelf buiten de groep sluiten
- Volledig solitair opstellen

Meestal is dit een manier om de aandacht te trekken en de beledigende persoon te dwingen zich te verontschuldigen. Als de strategie niet werkt, kan het zijn dan er overgegaan wordt tot duidelijkere symptomen zoals op de vloer schoppen, met de deuren slaan of mompelen.

## Culturele context
De onderliggende culturele context is wat tampo duidelijk anders maakt dan mokken. Mokken wordt in de westerse wereld vaak gezien als negatief of kinderachtig. Tampo is voor de Filipijnse cultuur zelfs een positief gegeven.
De oorsprong ligt in de niet-confronterende stijl van de sociale interactie. Tampo biedt een manier om aan te geven dat men emotioneel gekwetst is in een samenleving waarin uitdrukkingen van woede of ontevredenheid taboe zijn. Het teruggetrokken karakter van tampo is een indirecte manier om blijk te geven van vijandigheid. Tampo is ook een manier om zichzelf en anderen gezichtsverlies te besparen omdat een directe confrontatie als een bedreiging gezien wordt van de vlotte interpersoonlijke relaties die zo hoog gewaardeerd staan in de Filipijnse samenleving.

## Reageren op tampo
De algemene verwachting van de persoon met tampo is dat de beledigende partij hem of haar zal vleien of extra genegenheid zal tonen. De typisch Filipijnse manier is na een korte afkoelingsperiode over te gaan naar overdreven uitingen van bezorgdheid. Doet men dit niet, dan kan dit ernstige gevolgen hebben voor de relatie en in het bijzonder voor liefdesrelaties. Meestal wordt er uiteindelijk meer belang gehecht aan het weer rechttrekken van de emotionele verhoudingen dan aan het oplossen van de oorzaak.

## Gerelateerde gebruiken
Zoals gebruikelijk in andere Aziatische landen, hechten Filipijnen veel belang aan de preventie van gezichtsverlies. Daarom kan een bevestigend antwoord in de Filipijnen op een uitnodiging even goed "Misschien" of "Ik weet het niet" betekenen, dus niet altijd "Ja". Voor Filipijnen is het moeilijk om simpelweg "Nee" te antwoorden. 
Nauw verwant zijn ook "amor propio" (zelfrespect) en "hiya" (schaamte). Een Filipijn wordt gezien als een gebrek hebbende aan "amor propio" als hij, bijvoorbeeld, moeiteloos kritiek aanvaardt of hoge gasten onvoldoende gastvrijheid aanbiedt. "Hiya" ondervindt diegene wiens handelingen sociaal onaanvaardbaar zijn. Eén van de grootste beledigingen in de Filipijnse samenleving is om "walang-hiya" (schaamteloos) genoemd te worden. Verwacht wordt dat iedereen "hiya" te kennen geeft en het respect van anderen bekomt door het erkennen van de gedragsregels. Personen die van kamp wisselen voor persoonlijk profijt worden gezien als iemand met twee gezichten. Dit wordt "balimbing" genoemd naar de gelijknamige vrucht met vele kanten. Deze vrucht is bekend in het Nederlands als carambola of stervrucht.

## Bron
Dit artikel of een eerdere versie ervan is een (gedeeltelijke) vertaling van het artikel Tampo op de Engelstalige Wikipedia, dat onder de licentie Creative Commons Naamsvermelding/Gelijk delen valt. Zie de bewerkingsgeschiedenis aldaar.